# Tall al-Audża
Tall al-Audża (arab. تل العوجه) – wieś w Syrii, w muhafazie Idlib. W 2004 roku liczyła 336 mieszkańców.